# Corporative Alliance
De Corporative Alliance is een  bondgenootschap van machtige bedrijven en handelsorganisaties in het fictieve Star Warsuniversum. De organisatie is belust op winst en heeft een grote vloot en een sterk leger droids om haar belangen tegen indringers te verdedigen.
Samen met onder andere de Trade Federation en de Techno Union ging de Corporative Alliance samen in de Confederatie van Onafhankelijke Stelsels, kortweg de Separatisten genoemd. Hun legers van droids vochten zij aan zij met de andere droidlegers op Geonosis tegen de Galactische Republiek.
In de drie jaar durende Kloonoorlogen wist de Corporative Alliance ondanks nederlagen overeind te blijven.
Samen met de leiders van de andere sterke machten binnen de Separatisten werden ze echter op Mustafar aan het einde van de Kloonoorlogen door Darth Vader (Anakin Skywalker) vermoord. De organisatie werd daarna door het keizerrijk geabsorbeerd en werd niet meer heropgericht.